# Rally de Cerdeña de 2025
El Rally de Cerdeña de 2025 oficialmente 22.º Rally d'Italia Sardegna, fue la vigesimosegunda edición y la sexta ronda de la temporada 2025 del Campeonato Mundial de Rally. Se celebró del 5 al 8 de junio y contó con un itinerario de dieciséis tramos sobre tierra que sumaron un total de 320,24 km cronometrados. Fue también la sexta ronda de los campeonatos WRC2 y WRC3.
Sébastien Ogier sobrevivió a un susto de infarto en el último tramo para conseguir su quinta victoria, un récord, en el Rally de Cerdeña, defendiéndose de un Ott Tänak que atacaba y ganó por solo 7,9 segundos el domingo por la tarde. Doce meses después de sufrir un pinchazo en la última etapa que le costó la victoria frente a Tänak por solo 0,2 segundos (el final más ajustado en la historia del WRC), Ogier volvió a estar en el centro del drama final en la isla mediterránea. El piloto del Toyota GR Yaris Rally1 parecía encaminarse a una carrera relativamente tranquila hasta la meta tras acumular una ventaja de 17,1 segundos antes del Power Stage, pero un sobrepaso en los últimos kilómetros redujo esa diferencia a más de la mitad. Ogier se vio obligado a detenerse y dar marcha atrás después de que su coche no pudiera entrar en una curva cerrada con profundas roderas. El compañero de equipo de Ogier, Kalle Rovanperä terminó tercero a 50,5 segundos del francés, consiguiendo así su primer podio en la prueba sarda.
En el WRC2, Roberto Daprà dio una sorprendente sorpresa en su tierra natal, sobreviviendo a una caótica jornada final para conseguir su primera victoria en la categoría de manera dramática el domingo. Daprà comenzó el día quinto en su categoría y parecía tener pocas posibilidades de subir al podio, y mucho menos de ganar. Pero una serie de desgracias para los líderes puso patas arriba la clasificación, abriendo la puerta a un triunfo improbable. El veterano líder, Emil Lindholm, fue el primero en flaquear, al caerse en la SS14 tras pasarse de frenada en un salto y dejar varado su Škoda Fabia RS Rally2. Esto impulsó a Lauri Joona al liderato, pero el finlandés sufrió un pinchazo en la rueda trasera izquierda justo en la etapa siguiente. Kajetan Kajetanowicz, también en la pelea por el podio, corrió la misma suerte en la SS15. En cuestión de kilómetros, Daprà saltó del tercer al primer puesto, pero el drama aún no había terminado. Con una ligera ventaja de 4,1 segundos sobre Kajetanowicz al llegar a la Power Stage, el último tramo del rally, Daprà hizo un trompo en los primeros kilómetros y pareció haberla desperdiciado. Pero el italiano se recompuso y lanzó un último y valiente ataque para arrebatarle la victoria por 5,8 segundos, lo que desató una gran celebración en la meta de Olbia. A 10,9 segundos de Daprà terminó el checo Martin Prokop otro de los beneficiados de la caótica jornada final.
En el WRC3, Matteo Fontana superó un susto desgarrador para conseguir su primera victoria en la categoría. Fontana perdió más de dos minutos en el tramo SS14 tras sospechar un pinchazo. Paro a revisar los neumáticos, pero al no encontrar nada malo, realizó más inspecciones antes de reincorporarse a la etapa, lo que le hizo perder un tiempo valioso y puso en duda la victoria. Pero ante los problemas de otros pilotos, Fontana se mantuvo firme para llegar a la meta en Olbia con una ventaja de 24,5 segundos sobre el boliviano Nataniel Bruun, quien logró su mejor resultado en segundo lugar. Hubo un giro de último momento en la lucha por el tercer puesto. El francés Matteo Chatillon iba camino del último puesto del podio cuando rompió la suspensión trasera derecha en la penúltima etapa. Ese percance le abrió la puerta al peruano Andre Martinez Merizalde, quien aprovechó la oportunidad para asegurar su primer puesto entre los tres primeros en el WRC3, a pesar de haber recibido una penalización de 20 segundos al principio de la carrera.

## Lista de inscritos
| Num.                       | Piloto                   | Copiloto                   | Equipo                          | Automóvil                | Neu.                     |
| World Rally Championship   | World Rally Championship | World Rally Championship   | World Rally Championship        | World Rally Championship | World Rally Championship |
| -------------------------- | ------------------------ | -------------------------- | ------------------------------- | ------------------------ | ------------------------ |
| 1                          | Thierry Neuville         | Martijn Wydaeghe           | Hyundai Shell Mobis WRT         | Hyundai i20 N Rally1     | H                        |
| 5                          | Sami Pajari              | Marko Salminen             | Toyota Gazoo Racing WRT2        | Toyota GR Yaris Rally1   | H                        |
| 8                          | Ott Tänak                | Martin Järveoja            | Hyundai Shell Mobis WRT         | Hyundai i20 N Rally1     | H                        |
| 9                          | Jourdan Serderidis       | Frédéric Miclotte          | M-Sport Ford WRT                | Ford Puma Rally1         | H                        |
| 13                         | Grégoire Munster         | Louis Louka                | M-Sport Ford WRT                | Ford Puma Rally1         | H                        |
| 16                         | Adrien Fourmaux          | Alexandre Coria            | Hyundai Shell Mobis WRT         | Hyundai i20 N Rally1     | H                        |
| 17                         | Sébastien Ogier          | Vincent Landais            | Toyota Gazoo Racing WRT         | Toyota GR Yaris Rally1   | H                        |
| 18                         | Takamoto Katsuta         | Aaron Johnston             | Toyota Gazoo Racing WRT         | Toyota GR Yaris Rally1   | H                        |
| 22                         | Mārtiņš Sesks            | Renārs Francis             | M-Sport Ford WRT                | Ford Puma Rally1         | H                        |
| 33                         | Elfyn Evans              | Scott Martin               | Toyota Gazoo Racing WRT         | Toyota GR Yaris Rally1   | H                        |
| 55                         | Josh McErlean            | Eoin Treacy                | M-Sport Ford WRT                | Ford Puma Rally1         | H                        |
| 69                         | Kalle Rovanperä          | Jonne Halttunen            | Toyota Gazoo Racing WRT         | Toyota GR Yaris Rally1   | H                        |
| World Rally Championship 2 |                          |                            |                                 |                          |                          |
| 20                         | Yohan Rossel             | Arnaud Dunand              | PH Sport                        | Citroën C3 Rally2        | H                        |
| 23                         | Fabrizio Zaldivar        | Marcelo Der Ohannesian     | Toksport WRT                    | Škoda Fabia RS Rally2    | H                        |
| 24                         | Jan Solans               | Rodrigo Sanjuan de Eusebio | PH.Ph                           | Toyota GR Yaris Rally2   | H                        |
| 25                         | Alejandro Cachón         | Borja Rozada               | Toyota España                   | Toyota GR Yaris Rally2   | H                        |
| 26                         | Roope Korhonen           | Anssi Viinikka             | Roope Korhonen                  | Toyota GR Yaris Rally2   | H                        |
| 27                         | Roberto Daprà            | Luca Guglielmetti          | Roberto Daprà                   | Škoda Fabia RS Rally2    | H                        |
| 28                         | Léo Rossel               | Guillaume Mercoiret        | PH Sport                        | Citroën C3 Rally2        | H                        |
| 30                         | Mikko Heikkilä           | Kristian Temonen           | Mikko Heikkilä                  | Škoda Fabia RS Rally2    | H                        |
| 31                         | Lauri Joona              | Samu Vaaleri               | Lauri Joona                     | Škoda Fabia RS Rally2    | H                        |
| 32                         | Diego Ruiloba            | Ángel Vela                 | Diego Ruiloba                   | Citroën C3 Rally2        | H                        |
| 34                         | Emil Lindholm            | Reeta Hämäläinen           | Toksport WRT                    | Škoda Fabia RS Rally2    | H                        |
| 35                         | Kajetan Kajetanowicz     | Maciej Szczepaniak         | Kajetan Kajetanowicz            | Toyota GR Yaris Rally2   | H                        |
| 36                         | Pablo Sarrazin           | Yannick Roche              | Sarrazin Motorsport - Iron Lynx | Citroën C3 Rally2        | H                        |
| 37                         | Romet Jürgenson          | Siim Oja                   | FIA Rally Star                  | Ford Fiesta Rally2       | H                        |
| 38                         | Diego Domínguez Jr.      | Rogelio Peñate             | Diego Domínguez Jr.             | Toyota GR Yaris Rally2   | H                        |
| 40                         | Sarah Rumeau             | Julie Amblard              | Sarrazin Motorsport - Iron Lynx | Citroën C3 Rally2        | H                        |
| 41                         | Filip Kohn               | Ross Whittock              | Filip Kohn                      | Škoda Fabia RS Rally2    | H                        |
| 42                         | Marco Bulacia            | Diego Vallejo              | Marco Bulacia                   | Toyota GR Yaris Rally2   | H                        |
| 43                         | Martin Prokop            | Michal Ernst               | Martin Prokop                   | Škoda Fabia RS Rally2    | H                        |
| 44                         | Robert Virves            | Jakko Viilo                | Toksport WRT                    | Škoda Fabia RS Rally2    | H                        |
| 45                         | Pierre-Louis Loubet      | Loris Pascaud              | M-Sport Ford WRT                | Ford Fiesta Rally2       | H                        |
| 46                         | Bruno Bulacia            | Gabriel Morales            | Bruno Bulacia                   | Toyota GR Yaris Rally2   | H                        |
| 48                         | Giovanni Trentin         | Pietro Elia Ometto         | MT Racing SRL                   | Škoda Fabia RS Rally2    | H                        |
| 49                         | Fabio Schwarz            | Bernhard Ettel             | Fabio Schwarz                   | Toyota GR Yaris Rally2   | H                        |
| 50                         | Christian Tiramani       | Fabio Grimaldi             | Christian Tiramani              | Škoda Fabia RS Rally2    | H                        |
| 51                         | Abdulaziz Al-Kuwari      | Lorcan Moore               | Abdulaziz Al-Kuwari             | Citroën C3 Rally2        | H                        |
| 52                         | Rachele Somaschini       | Nicola Arena               | Rachele Somaschini              | Citroën C3 Rally2        | H                        |
| 53                         | Giuseppe Dettori         | Carlo Pisano               | Giuseppe Dettori                | Škoda Fabia Rally2 evo   | H                        |
| 54                         | Uğur Soylu               | Sener Güray                | GP Garage My Team               | Škoda Fabia RS Rally2    | H                        |
| 56                         | Juan Carlos Peralta      | Víctor Pérez Couto         | Juan Carlos Peralta             | Škoda Fabia RS Rally2    | H                        |
| 57                         | Pablo Biolghini          | Stefano Pudda              | Pablo Biolghini                 | Škoda Fabia RS Rally2    | H                        |
| 58                         | Miguel Granados          | Marc Martí                 | Miguel Granados                 | Škoda Fabia RS Rally2    | H                        |
| 59                         | Pierleonardo Bancher     | Andrea Marcon              | Pierleonardo Bancher            | Škoda Fabia Rally2 evo   | H                        |
| 60                         | Francesco Tali           | Giulia Cefis               | Francesco Tali                  | Ford Fiesta Rally2       | H                        |
| World Rally Championship 3 |                          |                            |                                 |                          |                          |
| 61                         | Matteo Fontana           | Alessandro Arnaboldi       | Matteo Fontana                  | Ford Fiesta Rally3       | H                        |
| 62                         | Mattéo Chatillon         | Maxence Cornuau            | Mattéo Chatillon                | Renault Clio Rally3      | H                        |
| 63                         | Kerem Kazaz              | Corentin Silvestre         | Team Petrol Ofisi               | Ford Fiesta Rally3       | H                        |
| 64                         | Tom Pellerey             | Hervé Faucher              | Tom Pellerey                    | Renault Clio Rally3      | H                        |
| 65                         | Timo Weigert             | Jasmin Weigert             | Timo Weigert                    | Renault Clio Rally3      | H                        |
| 66                         | Nataniel Bruun           | Pablo Olmos                | Nataniel Bruun                  | Ford Fiesta Rally3       | H                        |
| 67                         | Andre Martinez Merizalde | Matías Aranguren           | Andre Martinez Merizalde        | Ford Fiesta Rally3       | H                        |
| 68                         | Slaven Šekuljica         | Viljem Ošlaj               | Slaven Šekuljica                | Ford Fiesta Rally3       | H                        |
| Fuente: ewrc-results.com   |                          |                            |                                 |                          |                          |

## Itinerario
| Día                      | Tramo | Nombre                            | Distancia | Ganador de la etapa | Automóvil              | Tiempo  | Líder de la general |
| ------------------------ | ----- | --------------------------------- | --------- | ------------------- | ---------------------- | ------- | ------------------- |
| Día 1 (5 de junio)       | -     | Olbia Cabu Abbas (Shakedown)      | 2.19 km   | Sébastien Ogier     | Toyota GR Yaris Rally1 | 1:43.1  | -                   |
| Día 2 (6 de junio)       | SS1   | Arzachena 1                       | 13.97 km  | Sébastien Ogier     | Toyota GR Yaris Rally1 | 7:50.0  | Sébastien Ogier     |
| Día 2 (6 de junio)       | SS2   | Telti - Calangianus - Berchidda 1 | 18.43 km  | Ott Tänak           | Hyundai i20 N Rally1   | 10:23.9 | Thierry Neuville    |
| Día 2 (6 de junio)       | SS3   | Sa Conchedda 1                    | 27.95 km  | Adrien Fourmaux     | Hyundai i20 N Rally1   | 17:16.4 | Adrien Fourmaux     |
| Día 2 (6 de junio)       | SS4   | Arzachena 2                       | 13.97 km  | Ott Tänak           | Hyundai i20 N Rally1   | 7:40.3  | Thierry Neuville    |
| Día 2 (6 de junio)       | SS5   | Telti - Calangianus - Berchidda 2 | 18.43 km  | Kalle Rovanperä     | Toyota GR Yaris Rally1 | 10:10.0 | Adrien Fourmaux     |
| Día 2 (6 de junio)       | SS6   | Sa Conchedda 2                    | 27.95 km  | Sébastien Ogier     | Toyota GR Yaris Rally1 | 16:51.8 | Sébastien Ogier     |
| Día 2 (7 de junio)       | SS7   | Coiluna - Loelle 1                | 21.18 km  | Sébastien Ogier     | Toyota GR Yaris Rally1 | 13:37.5 | Sébastien Ogier     |
| Día 2 (7 de junio)       | SS8   | Lerno - Su Filigosu 1             | 24.34 km  | Ott Tänak           | Hyundai i20 N Rally1   | 15:25.4 | Sébastien Ogier     |
| Día 2 (7 de junio)       | SS9   | Tula - Erula 1                    | 15.28 km  | Sébastien Ogier     | Toyota GR Yaris Rally1 | 12:09.7 | Sébastien Ogier     |
| Día 2 (7 de junio)       | SS10  | Coiluna - Loelle 2                | 21.18 km  | Ott Tänak           | Hyundai i20 N Rally1   | 13:29.9 | Sébastien Ogier     |
| Día 2 (7 de junio)       | SS11  | Lerno - Su Filigosu 2             | 24.34 km  | Ott Tänak           | Hyundai i20 N Rally1   | 15:15.9 | Sébastien Ogier     |
| Día 2 (7 de junio)       | SS12  | Tula - Erula 2                    | 15.28 km  | Sébastien Ogier     | Toyota GR Yaris Rally1 | 11:56.6 | Sébastien Ogier     |
| Día 4 (8 de junio)       | SS13  | San Giacomo - Plebi 1             | 25.19 km  | Sébastien Ogier     | Toyota GR Yaris Rally1 | 19:10.6 | Sébastien Ogier     |
| Día 4 (8 de junio)       | SS14  | Porto San Paolo 1                 | 13.78 km  | Kalle Rovanperä     | Toyota GR Yaris Rally1 | 11:58.7 | Sébastien Ogier     |
| Día 4 (8 de junio)       | SS15  | San Giacomo - Plebi 2             | 25.19 km  | Ott Tänak           | Hyundai i20 N Rally1   | 18:50.8 | Sébastien Ogier     |
| Día 4 (8 de junio)       | SS16  | Porto San Paolo 2 (Power Stage)   | 13.78 km  | Kalle Rovanperä     | Toyota GR Yaris Rally1 | 11:24.1 | Sébastien Ogier     |
| Fuente: ewrc-results.com |       |                                   |           |                     |                        |         |                     |

### Power stage
El power stage fue una etapa de 13.78 km al final del rally. Se otorgaron puntos adicionales del Campeonato Mundial a los cinco más rápidos.
| Pos. | Piloto           | Copiloto         | Coche                  | Equipo                  | Tiempo  | Puntos |
| ---- | ---------------- | ---------------- | ---------------------- | ----------------------- | ------- | ------ |
| 1    | Kalle Rovanperä  | Jonne Halttunen  | Toyota GR Yaris Rally1 | Toyota Gazoo Racing WRT | 11:24.1 | 5      |
| 2    | Thierry Neuville | Martijn Wydaeghe | Hyundai i20 N Rally1   | Hyundai Shell Mobis WRT | +8.1    | 4      |
| 3    | Ott Tänak        | Martin Järveoja  | Hyundai i20 N Rally1   | Hyundai Shell Mobis WRT | +9.0    | 3      |
| 4    | Takamoto Katsuta | Aaron Johnston   | Toyota GR Yaris Rally1 | Toyota Gazoo Racing WRT | +11.0   | 2      |
| 5    | Elfyn Evans      | Scott Martin     | Toyota GR Yaris Rally1 | Toyota Gazoo Racing WRT | +11.1   | 1      |

## Clasificación final
| World Rally Championship   | World Rally Championship | World Rally Championship   | World Rally Championship | World Rally Championship        | World Rally Championship | World Rally Championship | World Rally Championship |
| Pos.                       | Piloto                   | Copiloto                   | Automóvil                | Equipo                          | Tiempo                   | Diferencia               | Puntos                   |
| -------------------------- | ------------------------ | -------------------------- | ------------------------ | ------------------------------- | ------------------------ | ------------------------ | ------------------------ |
| 1                          | Sébastien Ogier          | Vincent Landais            | Toyota GR Yaris Rally1   | Toyota Gazoo Racing WRT         | 3:34:24.5                | -                        | 25                       |
| 2                          | Ott Tänak                | Martin Järveoja            | Hyundai i20 N Rally1     | Hyundai Shell Mobis WRT         | 3:34:32.4                | +7.9                     | 17                       |
| 3                          | Kalle Rovanperä          | Jonne Halttunen            | Toyota GR Yaris Rally1   | Toyota Gazoo Racing WRT         | 3:35:15.0                | +50.5                    | 15                       |
| 4                          | Elfyn Evans              | Scott Martin               | Toyota GR Yaris Rally1   | Toyota Gazoo Racing WRT         | 3:39:30.2                | +5:05.7                  | 12                       |
| 5                          | Takamoto Katsuta         | Aaron Johnston             | Toyota GR Yaris Rally1   | Toyota Gazoo Racing WRT         | 3:41:54.1                | +7:29.6                  | 10                       |
| 6                          | Oliver Solberg           | Elliott Edmondson          | Toyota GR Yaris Rally2   | Printsport                      | 3:42:57.4                | +8:32.9                  | 8                        |
| 7                          | Sami Pajari              | Marko Salminen             | Toyota GR Yaris Rally1   | Toyota Gazoo Racing WRT2        | 3:44:53.5                | +10:29.0                 | 6                        |
| 8                          | Nikolay Gryazin          | Konstantin Aleksandrov     | Škoda Fabia RS Rally2    | Nikolay Gryazin                 | 3:45:23.2                | +10:58.7                 | 4                        |
| 9                          | Roberto Daprà            | Luca Guglielmetti          | Škoda Fabia RS Rally2    | Roberto Daprà                   | 3:46:39.8                | +12:15.3                 | 2                        |
| 10                         | Kajetan Kajetanowicz     | Maciej Szczepaniak         | Toyota GR Yaris Rally2   | Kajetan Kajetanowicz            | 3:46:45.6                | +12:21.1                 | 1                        |
| World Rally Championship 2 |                          |                            |                          |                                 |                          |                          |                          |
| 1 (9.)                     | Roberto Daprà            | Luca Guglielmetti          | Škoda Fabia RS Rally2    | Roberto Daprà                   | 3:46:39.8                | -                        | 25                       |
| 2 (10.)                    | Kajetan Kajetanowicz     | Maciej Szczepaniak         | Toyota GR Yaris Rally2   | Kajetan Kajetanowicz            | 3:46:45.6                | +5.8                     | 17                       |
| 3 (11.)                    | Martin Prokop            | Michal Ernst               | Škoda Fabia RS Rally2    | Martin Prokop                   | 3:46:50.7                | +10.9                    | 15                       |
| 4 (12.)                    | Jan Solans               | Rodrigo Sanjuan de Eusebio | Toyota GR Yaris Rally2   | PH.Ph                           | 3:47:25.1                | +45.3                    | 12                       |
| 5 (13.)                    | Romet Jürgenson          | Siim Oja                   | Ford Fiesta Rally2       | FIA Rally Star                  | 3:47:33.3                | +53.5                    | 10                       |
| 6 (14.)                    | Lauri Joona              | Samu Vaaleri               | Škoda Fabia RS Rally2    | Lauri Joona                     | 3:47:38.3                | +58.5                    | 8                        |
| 7 (15.)                    | Robert Virves            | Jakko Viilo                | Škoda Fabia RS Rally2    | Toksport WRT                    | 3:48:27.7                | +1:47.9                  | 6                        |
| 8 (16.)                    | Pablo Sarrazin           | Yannick Roche              | Citroën C3 Rally2        | Sarrazin Motorsport - Iron Lynx | 3:51:08.4                | +4:28.6                  | 4                        |
| 9 (18.)                    | Giovanni Trentin         | Pietro Elia Ometto         | Škoda Fabia RS Rally2    | MT Racing SRL                   | 3:54:23.7                | +7:43.9                  | 2                        |
| 10 (21.)                   | Diego Domínguez Jr.      | Rogelio Peñate             | Toyota GR Yaris Rally2   | Diego Domínguez Jr.             | 4:02:39.8                | +16:00.0                 | 1                        |
| World Rally Championship 3 |                          |                            |                          |                                 |                          |                          |                          |
| 1 (22.)                    | Matteo Fontana           | Alessandro Arnaboldi       | Ford Fiesta Rally3       | Matteo Fontana                  | 4:03:55.4                | -                        | 25                       |
| 2 (24.)                    | Nataniel Bruun           | Pablo Olmos                | Ford Fiesta Rally3       | Nataniel Bruun                  | 4:04:19.9                | +24.5                    | 17                       |
| 3 (29.)                    | Andre Martinez Merizalde | Matías Aranguren           | Ford Fiesta Rally3       | Andre Martinez Merizalde        | 4:21:21.4                | +17:26.0                 | 15                       |
| 4 (35.)                    | Timo Weigert             | Jasmin Weigert             | Renault Clio Rally3      | Timo Weigert                    | 4:34:00.4                | +30:05.0                 | 12                       |
| 5 (37.)                    | Kerem Kazaz              | Corentin Silvestre         | Ford Fiesta Rally3       | Team Petrol Ofisi               | 4:35:27.8                | +31:32.4                 | 10                       |
| Fuente: ewrc-results.com   |                          |                            |                          |                                 |                          |                          |                          |